# Seghy
Seghy est une île d'Angleterre située à proximité du cap Treryn Dinas (en), dans la Manche ; elle se trouve à environ un kilomètre au sud-est du village de Treen (en), en Cornouailles.

## Étymologie
Le nom de l'île est composé de seghy, dérivé du cornique seghe, « sécher », et du mot anglais island, « île ».

## Description
Il s'agit d'une îlot inhabité quasiment dépourvu de faune et de flore.
La roche est notamment fréquentée par des cormorans.